# Clásico mendocino
El Clásico mendocino, popularmente llamado por los mendocinos como el «Clásico de los clásicos», «Clásico del Parque», «Clásico más clásico» o el «Superclásico mendocino», enfrenta a los dos equipos de fútbol más importantes de la ciudad capital de Mendoza: Gimnasia y Esgrima e Independiente Rivadavia.
| Gimnasia y Esgrima | Independiente Rivadavia |

## Historia
La cercanía existente entre las canchas de ambos equipos en el Parque General San Martín, separadas por solo seis cuadras, y la indudable rivalidad producto de un largo historial de encuentros con atractivo popular, además de ser los dos clubes más ganadores de la Liga Mendocina de Fútbol, convirtieron al duelo entre Gimnasia e Independiente en el «Clásico mendocino» de la provincia cuyana.
La Lepra y el Lobo han logrado jugar en la Primera División de Argentina, participando del antiguo Campeonato Nacional. Gimnasia lo hizo en 1970, 1971, 1972, 1975, 1978, 1981, 1982, 1983 y 1984, mientras que Independiente tomó parte en 1968, 1973, 1977, 1979, 1980 y 1982.
A nivel provincial la Lepra cosecha 25 títulos (33 títulos si se consideran los 8 ganados en el amateurismo, es decir, antes de ser creada la Liga Mendocina) y el Lobo cuenta con 20 campeonatos ganados en todo el historial.

### El primer clásico
El primer clásico que se jugó fue el 3 de julio de 1913, cuando regía la Federación Mendocina de Football (amateurismo), partido que finalizó 0:0. En ese entonces el nombre de Independiente Rivadavia era el de «Club Atlético Independiente» cuya camiseta era a rayas y sus colores eran rojo, verde y blanco y no azul, color que usaría años más tarde. Los equipos de ese año formaron así: 

Independiente: Linner, Romairone y Oliva; Macías, Capretti y Bossay; Franco, Burotto, Agüero, Barreto y Almados.
Gimnasia y Esgrima:  Gargaro, Sartori y De Moro; Tregea, Desmery y Sosa; Sguazzini, Fachon, Realines, González y Segura.

El primer clásico jugado una vez creada la Liga Mendocina (profesionalismo), fue el 1 de octubre de 1922, cuando Gimnasia de visitante derrotó a Independiente por 2:0.

### El clásico en Primera División
En los antiguos Campeonatos Nacionales se han enfrentado en dos ocasiones, ambas en el Nacional de 1982.
| Fecha 5            | Fecha 5   | Fecha 5                 | Fecha 5           | Fecha 5    | Fecha 5 |
| Local              | Resultado | Visitante               | Estadio           | Fecha      |         |
| ------------------ | --------- | ----------------------- | ----------------- | ---------- | ------- |
| Gimnasia y Esgrima | 2 - 2     | Independiente Rivadavia | Ciudad de Mendoza | 7 de marzo |         |

| Fecha 13                | Fecha 13  | Fecha 13           | Fecha 13          | Fecha 13    | Fecha 13 |
| Local                   | Resultado | Visitante          | Estadio           | Fecha       |          |
| ----------------------- | --------- | ------------------ | ----------------- | ----------- | -------- |
| Independiente Rivadavia | 2 - 0     | Gimnasia y Esgrima | Ciudad de Mendoza | 25 de abril |          |

### Actualidad
Hoy en día el clásico se disputa sólo en la Liga Mendocina de Fútbol, ya que Gimnasia y Esgrima milita en la «Primera B Nacional» e Independiente Rivadavia lo hace en la «Primera División de Argentina».

## Historial de enfrentamientos

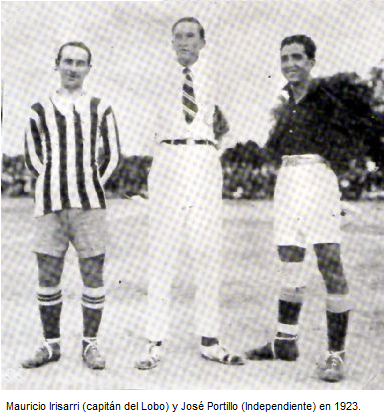
Capitanes: Mauricio Irisarri (del Lobo) y José Portillo (de la Lepra) en 1923.

### En Liga Mendocina de Fútbol
Por Liga Mendocina, Gimnasia y Esgrima supera a Independiente Rivadavia, pero sumando los cotejos por competencias nacionales el historial es favorable a la Lepra.
El primer equipo que le ganó a su rival fue Independiente por 2:0 en el año 1914 durante el amateurismo, pero si se considera el profesionalismo a partir de la creación de la Liga Mendocina en 1921, Gimnasia fue el primero en ganar por igual marcador.
La victoria más abultada de Independiente Rivadavia por sobre el Lobo fue 6:0 (en 1928) y la mayor goleada de Gimnasia y Esgrima a la Lepra fue 2:7 (en 2006).

### En torneos oficiales de AFA
Independiente Rivadavia tiene mayor ventaja en torneos de AFA, con 11 victorias, 4 empates y 3 derrotas. El primer encuentro que disputaron a nivel nacional fue por el Nacional de 1982 empatando ambos elencos 2:2.
Por el Torneo Argentino A, en la temporada 2003-04 y 2006-07, Gimnasia no pudo ganar ningún clásico, con el dato de que Independiente lo condenó al Lobo a bajar de categoría. Se jugaron 8 partidos en total, Independiente Rivadavia ganó 7 y empataron el partido restante. 
Por la Primera B Nacional, el Lobo ganó 3 partidos y la Lepra 2 encuentros. En la temporada 2022 el Blanquinegro eliminó al Azul en segunda fase (cuartos de final) y le imposibilitó seguir peleando por el ascenso.
En Copa Argentina se enfrentaron en una ocasión, con triunfo del Azul.

#### Cronología de resultados
| #  | Fecha                    | Torneo              | Local                   | Resultado | Visitante               | Estadio               |
| -- | ------------------------ | ------------------- | ----------------------- | --------- | ----------------------- | --------------------- |
| 1  | 7 de marzo de 1982       | Campeonato Nacional | Gimnasia y Esgrima      | 2–2       | Independiente Rivadavia | Ciudad de Mendoza     |
| 2  | 25 de abril de 1982      | Campeonato Nacional | Independiente Rivadavia | 2–0       | Gimnasia y Esgrima      | Ciudad de Mendoza     |
| 3  | 1 de marzo de 1987       | Torneo del Interior | Gimnasia y Esgrima      | 0–0       | Independiente Rivadavia | n/a                   |
| 4  | 2 de mayo de 1987        | Torneo del Interior | Independiente Rivadavia | 1–1       | Gimnasia y Esgrima      | n/a                   |
| 5  | 14 de septiembre de 2003 | Torneo Argentino A  | Independiente Rivadavia | 3–0       | Gimnasia y Esgrima      | Malvinas Argentinas   |
| 6  | 19 de octubre de 2003    | Torneo Argentino A  | Gimnasia y Esgrima      | 3–4       | Independiente Rivadavia | Malvinas Argentinas   |
| 7  | 22 de febrero de 2004    | Torneo Argentino A  | Gimnasia y Esgrima      | 0–3       | Independiente Rivadavia | Malvinas Argentinas   |
| 8  | 28 de marzo de 2004      | Torneo Argentino A  | Independiente Rivadavia | 1–0       | Gimnasia y Esgrima      | Malvinas Argentinas   |
| 9  | 17 de septiembre de 2006 | Torneo Argentino A  | Gimnasia y Esgrima      | 1–1       | Independiente Rivadavia | Malvinas Argentinas   |
| 10 | 4 de noviembre de 2006   | Torneo Argentino A  | Independiente Rivadavia | 1–0       | Gimnasia y Esgrima      | Bautista Gargantini   |
| 11 | 6 de marzo de 2007       | Torneo Argentino A  | Independiente Rivadavia | 3–1       | Gimnasia y Esgrima      | Bautista Gargantini   |
| 12 | 21 de abril de 2007      | Torneo Argentino A  | Gimnasia y Esgrima      | 1–2       | Independiente Rivadavia | Malvinas Argentinas   |
| 13 | 24 de marzo de 2015      | Primera B Nacional  | Gimnasia y Esgrima      | 1–3       | Independiente Rivadavia | Víctor A. Legrotaglie |
| 14 | 11 de agosto de 2015     | Primera B Nacional  | Independiente Rivadavia | 4–2       | Gimnasia y Esgrima      | Bautista Gargantini   |
| 15 | 30 de septiembre de 2018 | Primera B Nacional  | Gimnasia y Esgrima      | 1–0       | Independiente Rivadavia | Víctor A. Legrotaglie |
| 16 | 23 de febrero de 2022    | Copa Argentina      | Independiente Rivadavia | 2–0       | Gimnasia y Esgrima      | Malvinas Argentinas   |
| 17 | 3 de julio de 2022       | Primera Nacional    | Gimnasia y Esgrima      | 2–0       | Independiente Rivadavia | Víctor A. Legrotaglie |
| 18 | 22 de octubre de 2022    | Primera Nacional    | Gimnasia y Esgrima      | 1–0       | Independiente Rivadavia | Víctor A. Legrotaglie |

### En amistosos
El 21 de enero de 2012 como conmemoración de los 99 años del 24 de enero de la entidad Azul, estos dos equipos se volvieron a enfrentar luego de 4 años y medio. El partido se jugó en el Estadio Bautista Gargantini ante más de 12 000 personas y finalizó 0:0. El encuentro se definió por penales a favor de Independiente por 3:1 ya que contó con la destacada actuación de su arquero Josué Ayala, que contuvo 3 penales.
En enero de 2022, tanto la Lepra como el Lobo, fueron invitados a participar en el torneo de verano uruguayo «Serie Río de La Plata» en el marco de la «Copa 90 años de fútbol profesional». El partido tuvo lugar en el Estadio Luis Franzini donde Gimnasia se impuso por 3:1 ante Independiente en los penales tras igualar 0:0 en los noventa minutos reglamentarios.

#### Cronología de resultados
| # | Fecha                   | Torneo                             | Local                   | Resultado   | Visitante               | Estadio             |
| - | ----------------------- | ---------------------------------- | ----------------------- | ----------- | ----------------------- | ------------------- |
| 1 | 12 de octubre de 1942   |                                    | Independiente Rivadavia | 2–1         | Gimnasia y Esgrima      |                     |
| 2 | 26 de noviembre de 1952 | Triangular Nocturno                | Gimnasia y Esgrima      | 0–3         | Independiente Rivadavia |                     |
| 3 | 21 de enero de 2012     | Copa Centenario                    | Independiente Rivadavia | (3) 0–0 (1) | Gimnasia y Esgrima      | Bautista Gargantini |
| 4 | 30 de enero de 2022     | Copa 90 años de fútbol profesional | Independiente Rivadavia | (1) 0–0 (3) | Gimnasia y Esgrima      | Luis Franzini       |

### Resumen estadístico
| Liga/Copa                    | PJ  | GGE | E  | GIR | GolGE | GolIR |
| ---------------------------- | --- | --- | -- | --- | ----- | ----- |
| Campeonato Nacional          | 2   | 0   | 1  | 1   | 2     | 4     |
| Copa Argentina               | 1   | 0   | 0  | 1   | 0     | 2     |
| Primera Nacional             | 5   | 3   | 0  | 2   | 7     | 7     |
| Torneo Argentino A           | 8   | 0   | 1  | 7   | 6     | 18    |
| Torneo del Interior          | 2   | 0   | 2  | 0   | 1     | 1     |
| Liga Mendocina               | 237 | 79  | 82 | 76  | 295   | 294   |
| Copa Competencia             | 7   | 4   | 1  | 2   | 6     | 7     |
| TOTAL (Oficial)              | 262 | 86  | 87 | 89  | 317   | 333   |
| Copa Hermandad               | 1   | 0   | 0  | 1   | 0     | 1     |
| Federación/Unión Mendocina   | 18  | 4   | 3  | 11  | 20    | 36    |
| Copa Competencia (1917-1921) | 5   | 1   | 1  | 3   | 4     | 7     |
| Campeonato de Honor          | 1   | 0   | 0  | 1   | 0     | 2     |
| Torneo Preparación           | 3   | 1   | 0  | 2   | 7     | 8     |
| Torneo de Verano             | 2   | 2   | 0  | 0   | 9     | 2     |
| Copa Vendimia                | 21  | 10  | 4  | 7   | 29    | 28    |
| Amistosos                    | 4   | 0   | 2  | 2   | 1     | 5     |
| TOTAL (No oficial)           | 317 | 104 | 97 | 116 | 387   | 422   |

| PJ: Partidos jugados                    |
| GGE: Ganador Gimnasia y Esgrima         |
| E: Empates                              |
| GIR: Ganador Independiente Rivadavia    |
| GolGE: Goles de Gimnasia y Esgrima      |
| GolIR: Goles de Independiente Rivadavia |

Nota: Datos obtenidos y recopilados de RSSSF.